# Linia Jirečka

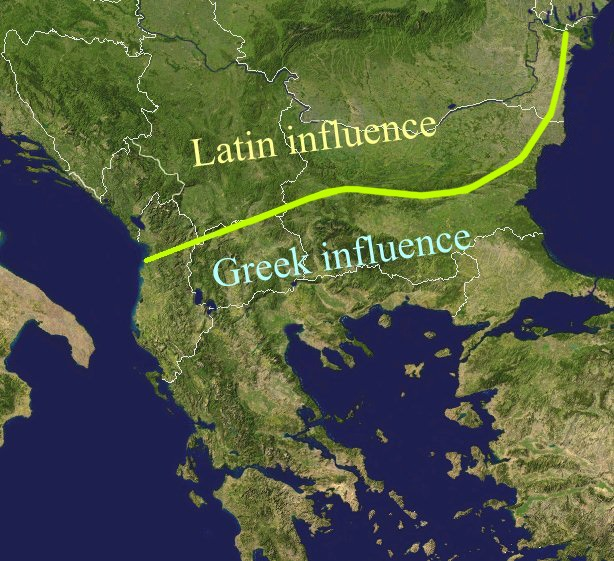
Linia Jirečka

Linia Jirečka – umowna linia przeprowadzona przez tereny starożytnych Bałkanów, która dzieli półwysep na strefy wpływów łaciny (na północy) i greki (na południu), w okresie do IV wieku n.e. Wiedzie ona od miasta Laç, w dzisiejszej Albanii, do Sofii w Bułgarii, a potem przez Starą Płaninę, aż do Morza Czarnego.
Lokalizacja linii oparta jest na znaleziskach archeologicznych: większość inskrypcji odnalezionych na północy zapisanych było po łacinie, podczas gdy te odnalezione na południu – w grece.
Wyznaczenie linii było ważne ze względu na konieczność ustalenia terenów, na których mogły ukształtować się jako narody Rumuni oraz Arumuni. Arumuni, romańskojęzyczny naród Bałkanów (w Rumunii uważani za rumuńską grupę etniczną), zamieszkują także obszary na południe od linii Jirečka. Daje to podstawę do przypuszczeń, że przywędrowali z północy, czyli z obszarów, gdzie w starożytności dominowała łacina. Teza ta jest uważana za kontrowersyjną, ponieważ dotychczas nie udało się odpowiedzieć na wszystkie wątpliwości, związane z etnogenezą Rumunów i Arumunów. Przypuszczenia zaś, związane z pochodzeniem obydwu narodowości, tj. czy na terenach dziś przez nie zajmowanych są one autochtoniczne, czy też napływowe, wciąż nie zostały jednoznacznie zweryfikowane. 
Twórcą linii, jako teoretycznego konstruktu, był czeski historyk Konstantin Jireček, który w 1911 r. opisał historię ludów słowiańskich.

## Literatura
- Konstantin Jireček, Geschichte der Serben, Gotha 1911 (niem.). Brak numerów stron w książce